# Albania en los Juegos Europeos
Albania en los Juegos Europeos está representada por el Comité Olímpico Nacional de Albania. El equipo de Albania ha obtenido en total dos medallas de oro.

## Medalleros

### Por edición
| Evento        | Oro | Plata | Bronce | Total |
| ------------- | --- | ----- | ------ | ----- |
| Bakú 2015     | 0   | 0     | 0      | 0     |
| Minsk 2019    | 0   | 0     | 0      | 0     |
| Cracovia 2023 | 2   | 0     | 0      | 2     |
| TOTAL         | 2   | 0     | 0      | 2     |

### Por deporte
| Evento    | Oro | Plata | Bronce | Total |
| --------- | --- | ----- | ------ | ----- |
| Atletismo | 1   | 0     | 0      | 1     |
| Karate    | 1   | 0     | 0      | 1     |
| TOTAL     | 2   | 0     | 0      | 2     |